# Sojuz 24
Sojuz 24  byla kosmická loď SSSR z roku 1977, která se svou posádkou absolvovala let na sovětskou orbitální stanici Saljut 5 a po 17 dnech pobytu ve vesmíru se vrátila v pořádku zpět na Zemi. Sojuz 24 podle katalogu COSPAR dostal označení 1977-008A a byl 59. registrovaným letem kosmické lodě s lidmi na palubě ze Země. Jejím volacím znakem byl TĚREK.

## Posádka
Dvoučlennou posádku tvořili tito kosmonauti:
- Viktor Gorbatko, 42 let, druhý let
- Jurij Glazkov, 37 let, první a poslední let

## Průběh letu

### Zahájení mise
Loď odstartovala 7. února 1977 navečer z kosmodromu Bajkonur s pomocí rakety Sojuz U. Po korekci dráhy se Sojuz dostal na dráhu s parametry 173 – 323 km nad Zemí, čas jednoho oběhu byl 88 minut. Druhý den byl zapnut automatický naváděcí systém, poslední část spojovacího manévru provedl ručním řízením velitel letu Gorbatko. K pevnému spojení obou těles došlo 8. února 1977 večer.

### Práce na stanici
Po nočním spánku ráno 9. února přestoupili oba kosmonauti na stanici a následující čtyři dny strávili prověrkami stanice. Byli na ní druhou posádkou po půlroční pauze. Bylo nutné vyměnit jeden z počítačů a řadu součástek. Pátý den obnovili výzkumy na zařízení KRISTALL, sesbírali semena z rostlinek zasazených předchozí posádkou a pokračovali ve fyzikálních pokusech svých předchůdců. Byla kompletně vyčištěna atmosféra ve stanici a doplněna z dovezených zásobníků.
Poté zahájili pozorování zemské atmosféry infračerveným dalekohledem a na konci mise snímkovali pevninu, zejména Ukrajinu a Kavkaz. Velká pozornost byla věnována sledování zdravotního stavu a udržování kondice.

### Konec mise
K odpojení lodě došlo 25. února 1977 ráno a tři hodiny poté kabina na padácích a s pomocí brzdícího motoru přistála měkce 36 km od Arkalyku na území Kazachstánu. 
Kosmonauté strávili ve vesmíru vč.pobytu na Saljutu 17 dní a 17 hodin. Loď s nimi vykonala 285 oběhů Země. Po jejich odletu na stanici již nikdo další nepřiletěl a 6 měsíců poté zanikla v atmosféře.

## Konstrukce lodě
Udaná startovací hmotnost byla 6800 kg. Loď se obdobně jako ostatní lodě Sojuz skládala ze tří částí, kulovité orbitální sekce, návratové kabiny a sekce přístrojové. Měla namontováno spojovací zařízení.